# Европейский юношеский олимпийский фестиваль
Европейский юношеский Олимпийский фестиваль (англ. European Youth Olympic Festival, EYOF) — региональные международные комплексные спортивные соревнования среди молодых спортсменов из 50 стран ассоциации Европейских олимпийских комитетов. Фестиваль проводится раз в два года. Существует летний и зимний фестивали, которые в отличие от Олимпийских игр проводятся в течение одного календарного года. Первый летний Европейский юношеский Олимпийский фестиваль прошёл в Брюсселе в 1991 году, первый зимний — двумя годами позже в Аосте. До 1999 года соревнование называлось Европейские юношеские Олимпийские дни (англ. European Youth Olympic Days).

## История
Европейский юношеский Олимпийский фестиваль был создан ассоциацией Европейских олимпийских комитетов под эгидой Международного олимпийского комитета. Это было первое олимпийское соревнование исключительно для юношей и девушек из европейских стран, возникшее на 19 лет ранее Юношеских Олимпийских игр и на 24 года ранее Европейских игр. Идея создания принадлежит члену МОК Жаку Рогге, желавшему сделать для европейского континента собственное мультиспортивное соревнование.

## Турниры
| Летние: - 1991 — Брюссель, Бельгия - 1993 — Валкенсвард, Нидерланды - 1995 — Бат, Великобритания - 1997 — Лиссабон, Португалия - 1999 — Эсбьерг, Дания - 2001 — Мурсия, Испания - 2003 — Париж, Франция - 2005 — Линьяно-Саббьядоро, Италия - 2007 — Белград, Сербия - 2009 — Тампере, Финляндия - 2011 — Трабзон, Турция - 2013 — Утрехт, Нидерланды - 2015 — Тбилиси, Грузия - 2017 — Дьёр, Венгрия - 2019 — Баку, Азербайджан - 2022 — Банска-Бистрица, Словакия - 2023 — Марибор, Словения - 2025 — Скопье, Северная Македония | Зимние: - 1993 — Аоста, Италия - 1995 — Андорра-ла-Велья, Андорра - 1997 — Сундсвалль, Швеция - 1999 — Попрад, Словакия - 2001 — Вуокатти, Финляндия - 2003 — Блед, Словения - 2005 — Монте, Швейцария - 2007 — Хака, Испания - 2009 — Верхняя Силезия, Польша - 2011 — Либерец, Чехия - 2013 — Брашов, Румыния - 2015 — Форарльберг, Австрия и Вадуц, Лихтенштейн - 2017 — Эрзурум, Турция - 2019 — Сараево, Источно-Сараево, Босния и Герцеговина - 2022 — Вуокатти, Финляндия - 2023 — Фриули — Венеция-Джулия, Италия - 2025 — Боржоми, Бакуриани, Грузия |